# 維索凱 (尼任區)
51°19′59″N 32°33′18″E / 51.33306°N 32.55500°E
維索凯（烏克蘭語：Високе），是烏克蘭北部切爾尼戈夫州尼任區维索凯市镇内的村落及其行政中心。面積3平方公里，海拔高度130米，2006年人口1,426，人口密度每平方公里475.33人。